# Prace Geograficzne (1918—1938)
«Prace Geograficzne» («Географические труды») — польский географический научный журнал, издававшийся с 1918 по 1938 год. 
Журнал был основан в 1918 году во Львове по инициативе Евгения Ромера, который был его главным редактором. С журналом сотрудничали видные польские учёные, в т. ч. Ян Чекановский и Станислав Павловский.